# Danais Winnycka (Dana)
Danais Winnycka (Ucrania; 28 de marzo de 1939 - Tijuana, México; 7 de septiembre de 2003), más conocida por el sobrenombre de Dana, fue una música y líder espiritual ucraniana radicada en Argentina que integró la banda de rock Arco Iris desde 1968 hasta su muerte en 2003.

## Biografía
Danais Winnycka nació el 28 de marzo de 1939 en Ucrania emigrando a la Argentina cuando era joven. 
Allí fue una reconocida modelo del modisto Jean Cartier.
Radicada en Buenos Aires, influyó sobre un grupo de adolescentes varios años menores que ella que tenían una banda de rock en  Ciudad Jardín Lomas de El Palomar, una localidad suburbana del Gran Buenos Aires. Formaron entonces una comunidad y cambiaron el nombre a Arco Iris. Se la considera una de las fundadoras del llamado «rock nacional» argentino.
La banda estaba integrada por Gustavo Santaolalla (guitarra y voz), el egipcio Ara Tokatlian (vientos), Guillermo Bordarampé (bajo), Horacio Gianello (batería y percusión), y ella misma como «guía espiritual».
Introdujo a los miembros de Arco Iris en el ambiente místico, vegetariano y comunitario que caracterizó a la banda. Fue designada "guía espiritual" del grupo y ha cantado en varios temas. Santaolalla estaba enamorado de ella y le dedicó varios temas, entre otros el "Blues de Dana", ganador del Festival Beat Internacional de Mar del Plata en 1970.
Los músicos de Arco Iris y Dana vivían en comunidad en un departamento ubicado en el barrio de Palermo de Buenos Aires, en la calle Honduras y Bulnes. El hecho era respetado por los seguidores de la banda, pero también provocaba el desprecio de algunos sectores, incluso dentro del mundo del rock nacional, que cuestionaban el hecho de tener a una mujer como "Maestro", llamándolos "las amas de casa del rock".
Los requisitos estrictos que Dana imponía a la comunidad (prohibición de carne, alcohol, drogas, y especialmente el sexo), llevaron a la ruptura de la comunidad y de la banda en 1975. Primero Santaolalla y luego Bordarampé abandonaron el grupo. Finalmente Dana se fue de Argentina junto a Ara Tokatlián, y terminaron radicándose cerca de Los Ángeles (EE. UU.), en una cabaña de Blue Jay, en el parque nacional de las montañas de San Bernardino. Allí crearon su propio estudio de grabación al que llamaron Danara, con el cual grabaron varios discos, ya sin Santaolalla ni Bordarampé, con quienes no se hablaban. En 1983 se casó con Ara Tokatlián.
A poco de iniciado el siglo XXI Dana enfermó y, fiel a su filosofía naturista, rechazó recurrir a la medicina tradicional, trasladándose con su esposo a Tijuana (México), en busca de medicinas naturales. Falleció el 7 de septiembre de 2003. Poco antes de morir le tomó la mano a Ara y le dijo: «Qué lástima que no estén acá Gustavo (Santaolalla) y Guillermo (Bordarampé)».
El 28 de marzo de 2006, Ara Tokatlian publicó una emotiva carta abierta sobre su vida en el sitio Rock.com.ar.